# Володимир Кличко — Тайсон Ф'юрі
Володимир Кличко проти Тайсона Ф'юрі — чемпіонський бій, що відбувся 28 листопада 2015 року. На кону стояли титули чемпіона WBA (Super), WBO, IBF, IBO та The Ring у важкій вазі, що належали Володимиру.
У ніч з суботи на неділю в Дюссельдорфі (Німеччина) відбувся бій між чемпіоном світу за версіями WBA (Super), WBO і IBF в суперважкій вазі українцем Володимиром Кличком (64-4, 53 КО) і британцем Тайсоном Ф'юрі (25-0, 18 КО).
Перемогу одноголосним рішенням суддів здобув Ф'юрі. Рахунок суддівських записок: 115–112, 115–112, 116–111.
Кличко зазнав першої за 11 років і четвертої в сумі поразки. Останній раз українець поступався 10 квітня 2004 в поєдинку з Леймоном Брюстером.